# Draba viridis
Draba viridis är en korsblommig växtart som beskrevs av Amos Arthur Heller. Draba viridis ingår i släktet drabor, och familjen korsblommiga växter. Inga underarter finns listade i Catalogue of Life.